# Alick Maemae
Alick Maemae (ur. 10 grudnia 1985 w Surainie) – salomoński piłkarz grający na pozycji pomocnika. Od 2010 roku jest zawodnikiem klubu Amicale FC.

## Kariera klubowa
Karierę piłkarską Maemae rozpoczął w klubie Koloale FC. W jego barwach zadebiutował w 2003 roku w pierwszej lidze Wysp Salomona. W latach 2004–2005 występował w JP Su’uria.
W 2005 roku Maemae wyjechał do Nowej Zelandii i grał w tamtejszym klubie YoungHeart Manawatu. W 2007 roku wrócił do ojczyzny i przez dwa sezony był zawodnikiem Makuru FC. W 2009 roku znów grał w YoungHeart Manawatu.
Latem 2009 Maemae został piłkarzem Hekari United z Papui-Nowei Gwinei. W sezonie 2009/2010 wygrał z nią klubowe mistrzostwo Oceanii oraz mistrzostwo kraju. W 2010 roku przeszedł do Amicale FC z Vanuatu. W sezonie 2010/2011 wywalczył z nim mistrzostwo Vanuatu.

## Kariera reprezentacyjna
W reprezentacji Wysp Salomona Maemae zadebiutował w 2004 roku. W 2007 roku zagrał na Igrzyskach Pacyfiku 2007.